# Ussuriisk
Ussuriysk (ru. Уссурийск) este un oraș din regiunea Primorie, Federația Rusă, cu o populație de 157.759 locuitori.